# 98
El año 98 (XCVIII) fue un año común comenzado en lunes del calendario juliano, en vigor en aquella fecha.
En el Imperio romano, era conocido como el Año del consulado de Augusto y Trajano (o menos frecuentemente, año 851 Ab urbe condita). La denominación 98 para este año ha sido usado desde principios del período medieval, cuando el Anno Domini se convirtió en el método prevalente en Europa para nombrar a los años.

## Acontecimientos
- Trajano, hijo adoptivo Nerva y al momento Gobernador de Germania superior, lo sucede al frente del Imperio romano. Bajo su mandato continúa la persecución a los cristianos.[1]
- El emperador Trajano obtiene el título de Pater Patriae.

## Nacimientos
- Aniceto (papa)

## Fallecimientos
- Nerva, emperador romano.
- Apolonio de Tiana